# Vrede van Cadzand
Vrede van Cadzand (soms gespeld: Vrede van Kadzand), was een vredesverdrag gesloten te Cadzand op 19 juli 1492 tussen de stad Gent en Albrecht van Saksen, veldheer van Maximiliaan van Oostenrijk, na de onthoofding van Jan van Coppenolle (op 16 juni).
Gent deed afstand van haar militie (De Witte Kaproenen), van de jurisdictie buiten haar gebied en van het recht der ambachten om zelf hun deken te benoemen.